# 1465 en littérature
| Années de la littérature : 1462 - 1463 - 1464 - 1465 - 1466 - 1467 - 1468    |
| Décennies de la littérature : 1430 - 1440 - 1450 - 1460 - 1470 - 1480 - 1490 |

Cet article présente les faits marquants de l'année 1465 en littérature.

## Évènements
- 19 mai : Matthias Corvin obtient du pape Paul II l'autorisation de fonder à Pozsony (Bratislava) une université, l'Universitas Istropolitana, et y attire plusieurs savants et humanistes[1].

- Domenico di Michelino peint dans la nef de la cathédrale Santa Maria del Fiore de Florence le Portrait de Dante Alighieri, la ville de Florence et l’allégorie de la Divine Comédie : Dante est représenté au centre, tenant à la main la Divine Comédie ouverte ; derrière lui, une allégorie des trois royaumes décrits dans le poème (Enfer, Purgatoire et Paradis), et une vue de la ville de Florence[2].

## Parutions
- La danse aux aveugles, poésie  de Pierre Michault[3].

## Naissances
- 14 octobre : Konrad Peutinger, humaniste allemand, mort le 28 décembre 1547.

- Arsène Apostolios, religieux catholique crétois, actif en Italie, philologue et copiste de grec, mort le 30 avril 1535.
- Hector Boece, historien et philosophe écossais, mort en 1536.
- William Cornysh, dramaturge, compositeur, acteur et poète anglais, mort en octobre 1523.
- Paolo Cortesi, écrivain humaniste italien, mort en 1510.
- Cassandra Fedele, humaniste et écrivaine italienne de la république de Venise, morte le 24 mars 1558.
- Yamazaki Sōkan, poète japonais, mort vers 1553.
- Vers 1465 : 
  - Francisco Álvares, missionnaire chrétien et explorateur portugais, auteur de la première relation de voyage sur l'Éthiopie, mort vers 1541.
  - Biernat de Lublin, écrivain polonais, poète et fabuliste, mort après 1529.
  - Laurent Corvin, humaniste polonais, poète néo-latin et cosmographe, mort le 21 juillet 1527.
  - Gil Vicente, dramaturge portugais, mort vers 1537.

## Décès
- 5 janvier : Charles Ier d'Orléans, prince de la maison royale française et poète, né le 24 novembre 1394.